# Аарон Флетчър
Аарон Флетчър (на английски: Aaron Fletcher) е английски писател, автор на произведения в жанровете уестърн, исторически, приключенски и любовен роман. Писал е и под съвместния псевдоним Дана Фулър Рос (Dana Fuller Ross) и други псевдоними.
Флетчър е от писателите, които желаят да останат анонимни и за тях няма персонална информация в специализираните литературни сайтове и в мрежата.

## Произведения

### Самостоятелни романи
- Treasure of the Lost City (1976)
- Labyrinth (1977)
- Dangerous Desire (1978)
- Frontier Fires (1980)
- The Card Game (1980)
- Bloody Sunday (1981)
Кървава неделя, изд.: Нов Златорог, София (1995), прев. Иван Робанов
- Reckoning (1981)
- Icepick (1982)
- The Cowboy (1982)
- The Capricorn People (1983)
- The Flame of Chandrapore (1983)
- Love's Gentle Agony (1984)
- Project Jael (1985)
- The Microwave Factor (1989)

### Серия „Една сага за Австралия“ (Outback Saga)
1. Outback (1978)
Майка Австралия, изд. ИК „Бард“, София (1993), прев. Георги Величков, Градимир Кобарелов
2. Outback Station (1991)
Птиците свиват гнезда, изд. Пеликан Прес, София (1993), прев. Величка Павлова
3. Walk About (1992)
Дългото завръщане, изд. ИК „Торнадо“, София (1994), прев. Леда Милева, Емилия Димитрова
4. Wallaby Track (1994)
Любов без край, изд. ИК „Торнадо“, София (1994), прев. Леда Милева, Емилия Димитрова
5. Outback Legacy (1996)
Копнеж, изд. ИК „Торнадо“, София (1999), прев. Кремена Найденова

- Outback II (1990)

### Серия „Ловец на глави“ (Bounty Hunter)
1. Bounty Hunter (1981)
2. Blood Money (1981)

### Серия „Сага за Нова Зеландия“ (New Zealanders)
1. The Castaway (1982)
2. The Founders (1984)

### Участие в общи серии с други писатели

#### Серия „Направено в Америка“ (Making of America)
„The Mountain Breed“ (1979) – от серията има още 55 романа от различни автори

#### Серия „Завладяване на Запада“ (Wagons West)
Автор на романите от №14 до №24 – като Дана Фулър Рос